# Miles Lampson, 1:e baron Killearn
Miles Wedderburn Lampson, från 1943 1:e baron Killearn, född 24 augusti 1880, död 18 september 1964, var en brittisk diplomat.
Miles Lampson, 1:e baron Killearn blev high commissioner i Sibirien 1920, var minister i Kina 1926–1933, var high commissioner i Egypten och Sudan 1934–1936 och i Sudan 1936–1946, var ambassadör i Egypten 1936–1946 och speciell brittisk emissarie i Sydostasien 1946–1948. Killearn vann stort anseende som diplomat och spelade en mycket viktig roll som Storbritanniens främste representant i Egypten.